# Xiria strigata
Xiria strigata är en tvåvingeart som först beskrevs av Willi Hennig 1940.  Xiria strigata ingår i släktet Xiria och familjen bredmunsflugor. Inga underarter finns listade i Catalogue of Life.